# Krzyżówka testowa
Krzyżówka testowa – krzyżówka genetyczna polegająca na krzyżowaniu osobnika o nieznanym genotypie i dominującym fenotypie z homozygotą recesywną pod względem badanych cech, w celu określenia czy testowany osobnik jest homozygotą dominującą czy heterozygotą.